# 다산하늘초등학교
다산하늘초등학교(茶山하늘初等學校)는 대한민국 경기도 남양주시에 있는 공립 초등학교이다.

## 연혁
- 2021년 3월 1일 : 개교